# Guerres cafres

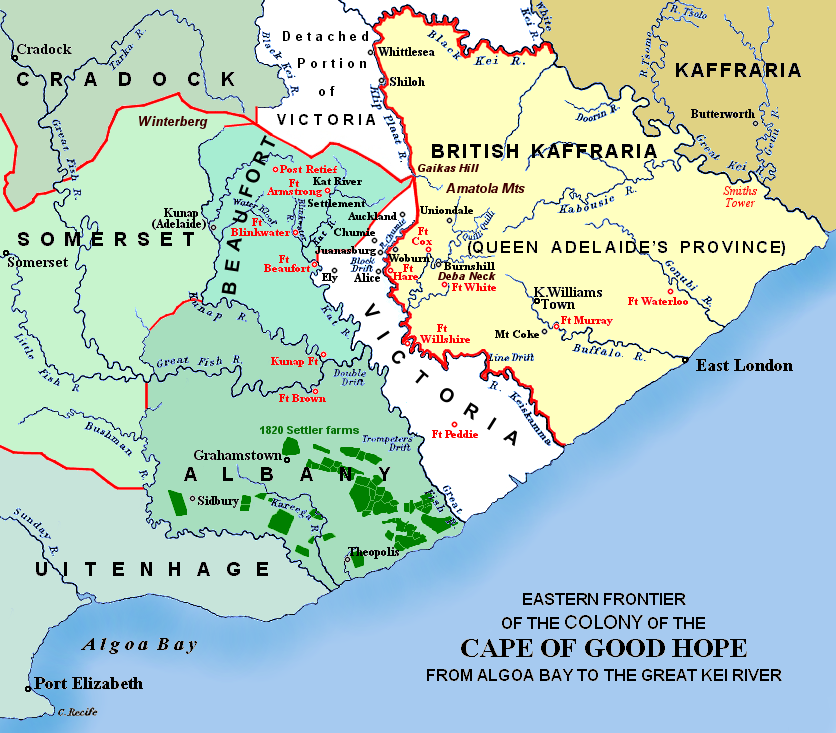
La frontière est de la colonie du Cap en 1835.

Les guerres cafres, appelées aussi guerres xhosas, sont une série de neuf guerres de 1779 à 1879 entre les peuples xhosas et les autorités coloniales du Cap, d'abord néerlandaises puis britanniques. Ces guerres eurent lieu dans l'actuelle province du Cap-Oriental en Afrique du Sud principalement dans les régions situés entre les fleuves Great Fish et Grand Kei. Elles se conclurent par l'annexion des territoires formant le Ciskei et le Transkei à la colonie du Cap.

## Les trois premières guerres cafres (1780, 1793, 1803)
À la fin du XVIIIe siècle, l'expansion des Boers commencée au Cap avait atteint une région dont les habitants étaient les Xhosas et qui étaient alors désignés sous le terme péjoratif de Cafre, terme issu de l'arabe kaffir signifiant « infidèles ».
Les Xhosas, bantouphones de langue et de culture nguni, avaient par essaimage peuplé progressivement la région située entre les fleuves Grand Kei et Great Fish, expulsant les populations d'origines qu'étaient les Khoïkhoïs. Le Royaume xhosa s'était fragmenté en deux au milieu du XVIIIe siècle provoquant une nouvelle avancée vers l'ouest des groupes xhosas pionniers, notamment sur la rive ouest de la Great Fish river, dans une zone appelée Zuurveld. Dans cette région convergèrent deux populations d'agriculteurs, celle des Boers venant de l'ouest et celle des Xhosas venant de l'est.
La concurrence entre les Boers et les Xhosas pour obtenir les meilleurs pâturages du Zuurveld fut intense. La région offrait d'excellents pâturages de septembre à janvier qui devenaient nocifs pour le bétail le reste de l'année en raison de l'acidité du sol. Les Xhosas exploitèrent alors cette zone sur le mode transhumant, ce qui amena les Boers à considérer ces terres comme libres de toute propriété. Les premières escarmouches entre Boers et Xhosas commencèrent en 1779 et prirent la forme d'expéditions punitives et de raids mutuels contre le bétail. Les affrontements devinrent plus consistants en 1780 lorsque le gouverneur du Cap, Van Plettenberg, fixa la frontière orientale de la colonie hollandaise au niveau de la Fish River.
Les premières guerres (1779-1781, 1793 et 1803) ne débouchèrent sur aucun résultat probant, les Xhosas parvenant à chaque fois à contenir l'avancée boer en détruisant leurs fermes. À la fin de la première guerre cafre, la frontière de la colonie fut fixée entre les fleuves Great Fish et Sundays. Après la deuxième guerre cafre, elle fut repoussée sur la rive ouest du Sundays, puis le cours de ce dernier marqua la frontière à la fin de la troisième guerre cafre.

## La quatrième guerre cafre (1811-1812)
La quatrième guerre cafre en 1811-1812 marque un tournant car c'est la première menée sous l'égide des Britanniques, nouvelle puissance tutélaire de la colonie du Cap. Le gouverneur John Cradock décida d'envoyer la troupe britannique combattre les Xhosas. Assistées d'unités composés de Boers et de Khoï, les troupes britanniques expulsèrent les Xhosas installés à l'ouest du Great Fish, confisquèrent leur bétail et détruisent leurs villages. À leur place se mit en place un maillage de fermes détenues par des Boers qui commencèrent à défricher les terres de la région.

## La cinquième guerre cafre (1818-1819)
Comme le souligne Elikia M'Bokolo, « la pression de plus en plus grande des colons blancs, la répétition des revers militaires, le sentiment d'être enfermés dans une impasse, le poids du calvinisme parmi les Boers et la prédication des missionnaires britanniques eurent pour effet chez les Xhosas de discréditer les chefs militaires et de promouvoir les prophètes ».
Ainsi, en 1819, c'est un prophète du nom de Makana Nxele (en) (ca1780-1819) qui poussa les Xhosas à la révolte. Après avoir fréquenté des missionnaires du côté de Port Elizabeth, il revint chez lui et se dit chargé  par Dalidipu, dieu suprême et protecteur des Noirs (et en cela bien plus puissant que le dieu des Blancs, Tixo, qui n'était qu'un inkosana ou « chef subalterne »), de mettre fin aux souffrances des Noirs en chassant les Blancs du pays, en les jetant à la mer et en récupérant le bétail qu'ils avaient volé.
C'est dans cette perspective qu'il mena l'assaut lancé en avril 1819 par les Xhosas contre la ville de Grahamstown, récemment fondée dans le Zuurveld.  Malgré leurs effectifs importants, les 10 000 guerriers xhosas ne parvinrent pas à prendre la ville défendue par 350 soldats et la bataille de Grahamstown se solda par le triomphe des Blancs et l'arrestation de Makana, qui trouva ultérieurement la mort par noyade en tentant de s'évader de la prison de Robben Island.
Il fut décidé que les Xhosas seraient confinés au-delà du fleuve Keiskamma (en) et que la zone entre le Great Fish et le Keiskamma deviendrait une zone de tampon entre territoires xhosas et colonie du Cap. Le Zuurveld devint le district d'Albany, peuplé de quelque cinq mille nouveaux immigrants britanniques.

## La sixième guerre cafre (1834-1835)
Les chefferies xhosas, après s'être organisées sous la direction du chef du clan Gcaleka, envahirent le Zuurveld en 1834 pour stopper le processus de colonisation britannique de la région. Une armée de dix mille guerriers, conduits par Maqoma (en), pilla et brûla les habitations de la frontière, tuant tous ceux qui résistaient notamment des Khoïkhoïs.
Une expédition britannique mit fin une nouvelle fois à la révolte, avec l'aide des Khoï. Un traité de paix fut signé le 17 septembre 1835 en vertu duquel toute la région entre le Keiskamma et le Kei était annexée à la colonie du Cap sous le nom de province de la Reine-Adélaide. Au total, quarante agriculteurs boers avaient été tués et 416 fermes incendiées. En outre, 5700 chevaux, 115 000 têtes de bovins et 162 000 ovins avaient été pillés par les Xhosas. En représailles, 60 000 têtes de bétail appartenant aux Xhosas furent saisies par les fermiers blancs.
Cependant, en 1837, la province de la Reine-Adélaide fut rétrocédée aux Xhosas sur injonction du Parlement britannique au grand dam des Boers de la région qui se sentirent d'autant plus trahis qu'ils étaient accusés d'être les instigateurs du conflit. Plusieurs milliers d'entre eux tels Piet Retief décidèrent alors de s'affranchir de la puissance coloniale britannique et entamèrent le grand trek vers des terres plus lointaines.

## La septième guerre cafre (1846)
Connue comme la Guerre de la Hache (War of the Axe), la septième guerre commença en mars 1846 par l'attaque meurtrière par les Xhosas d'une escorte militaire Khoikhoi. Après la défaite des guerriers xhosas par le Général Somerset le 8 juin 1846 à Gwanga, la guerre dura encore quelque temps jusqu'à la reddition de Sandili, le chef xhosa de la tribu des Ngqikas. Le 17 décembre 1847, le chef-lieu du district de la Reine-Adélaide fut déplacé à King William's Town. Le district fut annexé et prit alors le nom de Cafrerie britannique. Harry Smith, nouvellement nommé gouverneur, annonça qu'elle serait administrée séparément de la colonie du Cap en tant que possession de la Couronne britannique.

## La huitième guerre cafre (1850-1853)
En 1850, les Xhosas se soulevèrent de nouveau après que Smith eut fait destituer le récalcitrant Sandili de sa fonction de chef de la tribu Ngqika pour le remplacer temporairement par un magistrat britannique. Le 24 décembre, l'escorte du Colonel George Mackinnon fut attaquée par les Xhosas alors que les colons établis dans les villages frontaliers étaient attaqués par surprise. La plupart furent tués et leurs fermes incendiées alors que la majorité des membres de la police de la Caffrerie britannique désertaient leurs postes. Le gouverneur Harry Smith, présent dans la région, fut lui-même encerclé avec son escorte à Fort Cox. Il parvint à s'échapper avec 150 cavaliers de régiments commandés par le Colonel Mackinnon pour se réfugier à King William’s Town, à 19 km de distance, sous le feu des guerriers xhosas, armés des carabines emportées par les troupes auxiliaires qui avaient fait défection. Dans le même temps, plus de 900 Khoikhois, jusque-là d'anciens soldats loyalistes envers les Britanniques, rejoignirent les guerriers xhosas. Ils en voulaient aux Britanniques pour l'inégalité de traitement en regard de leurs homologues blancs qu'ils avaient subie lors de leur passage dans l'armée coloniale. Leur but était d'établir une république Khoikhoi.
La guerre dura quelques années, avec les montagnes Amatolas pour principal champ de bataille. Entre-temps, en 1852, Sir Harry Smith avait été rappelé en Grande-Bretagne. Le Lieutenant-Général Cathcart lui succéda. Les Xhosas furent finalement expulsés des montagnes Amatolas et en mars 1853, la frontière était solidifiée. Les chefs xhosas furent alors placés sous la tutelle des conseillers britanniques.
En 1856, une jeune fille xhosa nommée Nongqawuse annonça avoir eu la vision que la puissance des Xhosas serait restaurée, le bétail renouvelé et les Blancs chassés. Il fallait pour cela mettre un terme à la méchanceté des Xhosas, les malheurs antérieurs étant attribué à celle-ci .
À la date attendue du 16 août 1856, la prédiction ne se réalisa pas. Au lieu de vendre le bétail, on se décida à l'abattre , en accord avec les prévisions de Nongqawuse, pour qui tout le bétail devait désormais être abattu, les récoltes brulées et les réserves alimentaires détruites. Membre d'une famille xhosa importante, elle fut entendue et les chefs xhosas ordonnèrent de procéder à la destruction du bétail et des récoltes, « dans l'attente de troupes invisibles qui viendraient d'au-delà des mers pour les aider à chasser les Anglais ». La mort du lieutenant-général Cathcart en Crimée fut interprétée comme un signe annonciateur.
Cependant, les renforts espérés se faisant attendre, la responsabilité en fut imputée aux récalcitrants et de violentes querelles achevèrent de plonger la région dans la misère et la famine. Pour survivre, plusieurs milliers de Xhosas n'eurent d'autres choix que de recourir au cannibalisme alors que d'autres fuyaient vers la colonie du Cap pour implorer des secours. En fin de compte, cette famine meurtrière tua plus de quarante mille Xhosas, ce qui signa la fin des guerres cafres sur la frontière orientale de la colonie. La population de la Caffrerie passa en deux ans de 105 000 à moins de 27 000 individus. Cette crise démographique inédite facilita l'accaparement des terres xhosas et les survivants n'eurent d'autre choix que se comporter en travailleurs dociles.

## La neuvième guerre cafre (1877-1879)
La neuvième guerre se termina par l'annexion des derniers territoires xhosas à la colonie du Cap. Ainsi, en quelques années, les territoires xhosas d'Idutywa, de Fingoland (Mfenguland) et de Galekaland (Gcalekaland), tous situés en amont du fleuve Grand Kei, furent progressivement annexés et restructurés en division de Butterworth, Tsomo, Nqamakwe, Kentani, Willowvale et Idutywa.